# Зельбах (Баден-Вюртемберг)
Зельбах (нім. Seelbach) — громада в Німеччині, знаходиться в землі Баден-Вюртемберг. Підпорядковується адміністративному округу Фрайбург. Входить до складу району Ортенау.
Площа — 29,90 км2. Населення становить 4941 ос. (станом на 31 грудня 2020).